# Karl Landsteiner-Medaille
Die „Karl Landsteiner-Medaille“ der Österreichischen Gesellschaft für Allergologie und Immunologie (ÖGAI) ist ein seit 2004 verliehener Preis für Immunologie. Sie ist nach Karl Landsteiner benannt und wird in unregelmäßigen Abständen verliehen.
Für Allergologie verleiht die Gesellschaft die „Clemens von Pirquet-Medaille“ und für herausragende Arbeiten in immunologischer Grundlagenforschung den Karl-Landsteiner-Preis.

## Preisträger
- 2004 Georg Wick (Innsbruck)
- 2008 Ronald N. Germain (Bethesda, Maryland/USA)
- 2009 Georg Stingl (Wien)
- 2010 Josef Smolen (Wien)
- 2014 Stephen Galli (Stanford, Kalifornien)
- 2015 Lorenzo Moretta (Rom, Italien)
- 2019 Hannes Stockinger (Wien)[1]
- 2022 Gerhard Zlabinger (Wien)[2]